# Terapia asistida con animales
La terapia asistida con animales (TAA) o zooterapia es un tipo de terapia alternativa o complementaria que incluye el uso de animales en un tratamiento. La misión es seleccionar, entrenar y certificar animales, que sean de apoyo en tratamientos y terapias para pacientes de todas las edades, con enfermedades que los debilitan y los afectan en el plano social, emocional y cognitivo. Forma parte de la Intervención Asistida con Animales (IAA). La IAA es un término general que abarca cualquier intervención o tratamiento en el que se incluya un animal en el contexto terapéutico como la Intervención Animal Asistida (IAA), Servicio de Asistencia Animal y Actividad Asistida con Animales (AAA). El objetivo de la TAA es mejorar el aspecto social, emocional o funciones cognitivas, la revisión literaria refiere que los animales pueden ser usados en el ámbito educativo y como motivación efectiva para sus participantes. Existen varios estudios documentados sobre los efectos positivos de la TAA a través de escalas subjetivas de autoevaluación y medidas fisiológicas objetivas, como la presión arterial, niveles hormonales, etc.
No existe base científica para el tratamiento del autismo, otro tipo de discapacidad intelectual o enfermedades mentales.

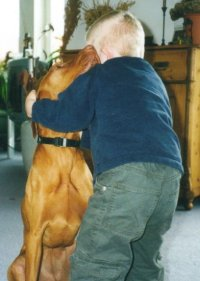
Los perros son comunes en la terapia asistida con animales.

## Historia
La investigación ha encontrado que los animales pueden tener un efecto positivo en la salud y mejorar el estado de ánimo y la calidad de vida. El efecto positivo se ha relacionado con el vínculo humano animal. En una variedad de entornos, como prisiones, hogares de ancianos o instituciones mentales, los animales se utilizan para ayudar a personas con diferentes discapacidades o trastornos. En los tiempos modernos, los animales son vistos como "agentes de socialización" y como proveedores de "apoyo social y relajación". El primer uso reportado de TAA para los enfermos mentales tuvo lugar a finales del siglo XVIII en el Retiro de York en Inglaterra, dirigido por William Tuke. A los pacientes de este centro se les permitió deambular por los terrenos que contenían una pequeña población de animales domésticos. Se creía que eran herramientas efectivas para la socialización.  
En 1860, el Hospital Bethlem en Inglaterra siguió la misma tendencia  y agregó animales a la sala, lo que influyó en gran medida en la moral de los pacientes que viven allí. Sin embargo, en otras piezas de literatura se afirma que la TAA se utilizó en 1972 en el Retiro de la Sociedad de Amigos de York en Inglaterra. Vele, Cipriani y Fisher también declaran que "Florence Nightingale aprecia los beneficios de las mascotas en el tratamiento de los pacientes con enfermedades".  Posteriormente, en 1867, los animales de compañía intervienen en el tratamiento de epilépticos en Bethel (Biefeld, Alemania). 
El ejército estadounidense promovió el uso de perros como una intervención terapéutica con pacientes psiquiátricos en 1919 en el Hospital St Elizabeth´s  en Washington D. C. 
Sigmund Freud mantuvo muchos perros y a menudo tenía a su perro Jofi presente durante sus sesiones pioneras de psicoanálisis. Se dio cuenta de que la presencia del perro era útil porque el paciente descubriría que su discurso no conmocionaría o perturbaría al perro y esto los tranquilizó y los alentó a relajarse y confiar. Esto fue más efectivo cuando el paciente era un niño o un adolescente.
En 1944, la Cruz Roja Americana organiza, en el Centro para Convalecientes de la Fuerza Aérea de Nueva York, el primer programa terapéutico de rehabilitación de los aviadores, básicamente consiste en entrenar al animal para que sea de ayuda a quien lo necesite, ya sea en rehabilitación, etc.  
En 1999 se utilizó por primera vez un programa de lectura asistido con perros, este programa fue elaborado por Intermountain Therapy Animals Archivado el 18 de febrero de 2020 en Wayback Machine. y lo denominó Reading Education Assistence Dogs (R.E.A.D.), otros programas que se desarrollaron a partir de este momento son: The Bark and Read Foundation, Dogs Helping Kids, Read2Dogs, Reading with Rover y All ears Reading.

## Especies más utilizadas
Se utilizan varias especies animales en la terapia asistida por animales (TAA). Los animales individuales se evalúan con criterios estrictos antes de ser utilizados en TAA. Los criterios incluyen tamaño, edad, aptitud, comportamientos típicos y el nivel correcto de entrenamiento. Las formas más comunes de TAA son con perros y caballos. También hay investigaciones publicadas sobre la terapia con delfines.

### Terapia asistida por caninos
En la terapia asistida por perros, los perros de terapia interactúan con los clientes en intervenciones asistidas por animales para mejorar las actividades terapéuticas y el bienestar, incluido el funcionamiento físico, cognitivo, conductual y socioemocional de los clientes. Los perros de terapia bien entrenados exhiben el comportamiento que los clientes humanos interpretan como amigable y acogedor.  Consuelan a los clientes a través del contacto corporal. También se requiere que los perros de terapia posean un temperamento tranquilo para acomodar el contacto con clientes desconocidos mientras sirven como fuente de consuelo. Promueven a los pacientes a participar en interacciones que pueden ayudar al paciente a mejorar las habilidades motoras y establecer una relación de confianza con los demás. La interacción entre los pacientes y los perros de terapia también ayuda a reducir los sentimientos estresantes y ansiosos que tienen los pacientes. Debido a esos beneficios, la terapia asistida canina se utiliza como complemento de otras terapias para tratar el diagnóstico, como el trastorno de estrés postraumático (TEPT), el trastorno por déficit de atención e hiperactividad (TDAH), el trastorno del espectro autista (TEA) y la demencia.
La asistencia canina también se puede utilizar en el aula para promover el desarrollo de la escritura creativa y las habilidades para la vida y la participación de los niños en actividades grupales. Hay programas llamados programas de lectura asistida por perros que facilitan a los niños con necesidades educativas especiales. Estos programas utilizan las características tranquilas, sin prejuicios y felices de los caninos para que el proceso de lectura sea más significativo y agradable para los niños. Con estos beneficios, los investigadores sugieren incorporar perros a los programas de aprendizaje y educación de asistencia.

#### Terapia asistida por caninos a personas conTrastorno del Espectro Autista(TEA)
El trastorno del espectro autista (TEA) está caracterizado por un déficit del desarrollo, que afecta la capacidad cerebral encargada de desarrollar las habilidades de interacción social y comunicación, también por aquellos patrones repetitivos, estos síntomas deben estar presente en la etapa de la infancia. 
Los perros son los animales más utilizados para el bienestar humano, ya que poseen una gran capacidad de interpretar las emociones, además tienen un comportamiento amigable para el individuo. 
El TEA es un área donde se ve un mayor éxito de la intervención activamente con animales, en este caso la intervención con perros demuestra una disminución de la ansiedad y estrés en el paciente, igualmente se ha demostrado que proporciona un progreso en la comunicación y socialización. Incluso estos pacientes sonríen más, muestran más contacto visual, permiten en mayor medida el contacto físico y progresan en el manejo de crisis, por lo que aquellos comportamientos estereotipados van disminuyendo.

#### Terapia asistida por caninos a personas conAlzheimer
La asistencia canina se ha implementado mayormente en residencias de pacientes de la tercera edad, en los cuales se ha demostrado una mejora en su calidad de vida gracias a esta intervención. El convivir con perros puede favorecer en múltiples actividades terapéuticas tanto como motrices y cognitivas, al igual que con la comunicación y vida cotidiana.
En pacientes de Alzheimer, los caninos ayudan de manera positiva a superar la depresión, reduciendo la monotonía a la que se ven sometidos y fomentando la interacción mediante el apoyo emocional.
Según estudios realizados, se pudo demostrar que la interacción con estos animales reducía la agresión verbal, disminuyendo de igual manera las conductas agresivas que se tienden a presentar en estos pacientes. 
Estudios de Mosello (2011) han monitoreado el efecto de los perros como coterapeutas en pacientes con Alzheimer. Los pacientes mostraron una disminución de la ansiedad y la tristeza, y una mejoría en las emociones positivas y la actividad motora.
Finalmente, los resultados muestran como las intervenciones asistidas en grupos clínicos neurológicos específicos, como lo es en este caso el Alzheimer, logran una mayor eficacia como método complementario a otras terapias ya existentes.

### Terapia equina asistida
La hipoterapia se promueve como un tratamiento para personas con problemas físicos o mentales.
Existe una distinción entre hipoterapia y equitación terapéutica . La Asociación Americana de Hipoterapia define la hipoterapia como una estrategia de tratamiento de terapia física, ocupacional y del habla y el lenguaje que utiliza el movimiento equino como parte de un programa de intervención integrado para lograr resultados funcionales, mientras que la Asociación Profesional de Equitación Terapéutica Internacional (PATHI) define la conducción terapéutica como una clase de equitación especialmente adaptada para personas con necesidades especiales. Según Marty Becker, los programas de hipoterapia son activos "en veinticuatro países y las funciones del caballo se han expandido a la equitación terapéutica para personas con problemas físicos, psicológicos, cognitivos, sociales y de comportamiento". La hipoterapia también ha sido aprobada por la American Speech and Hearing Association como método de tratamiento para personas con trastornos del habla. Además, la psicoterapia asistida equina (PAE) utiliza caballos para trabajar con personas que tienen problemas de salud mental, a menudo no implica montar a caballo.  Se puede ver información adicional relacionada con la terapia asistida con equinos con el estudio clínico abierto de EAT de Laira Gold.

### Terapia con delfines
La terapia asistida con delfines se refiere a la controvertida práctica de la medicina alternativa de nadar con delfines. Esta forma de terapia ha sido fuertemente criticada por no tener beneficios a largo plazo  y por estar basada en observaciones defectuosas.  Los psicólogos han advertido que la terapia asistida con delfines no es efectiva para ninguna afección conocida y presenta riesgos considerables tanto para los pacientes humanos como para los delfines cautivos.  El niño tiene una sesión individual con un terapeuta en un parque marino de algún tipo.  Un problema ético con los datos sobre la terapia asistida con delfines y su efectividad es que la mayor parte de la investigación es realizada por personas que operan los programas de terapia asistida por delfines.

## Objetivo

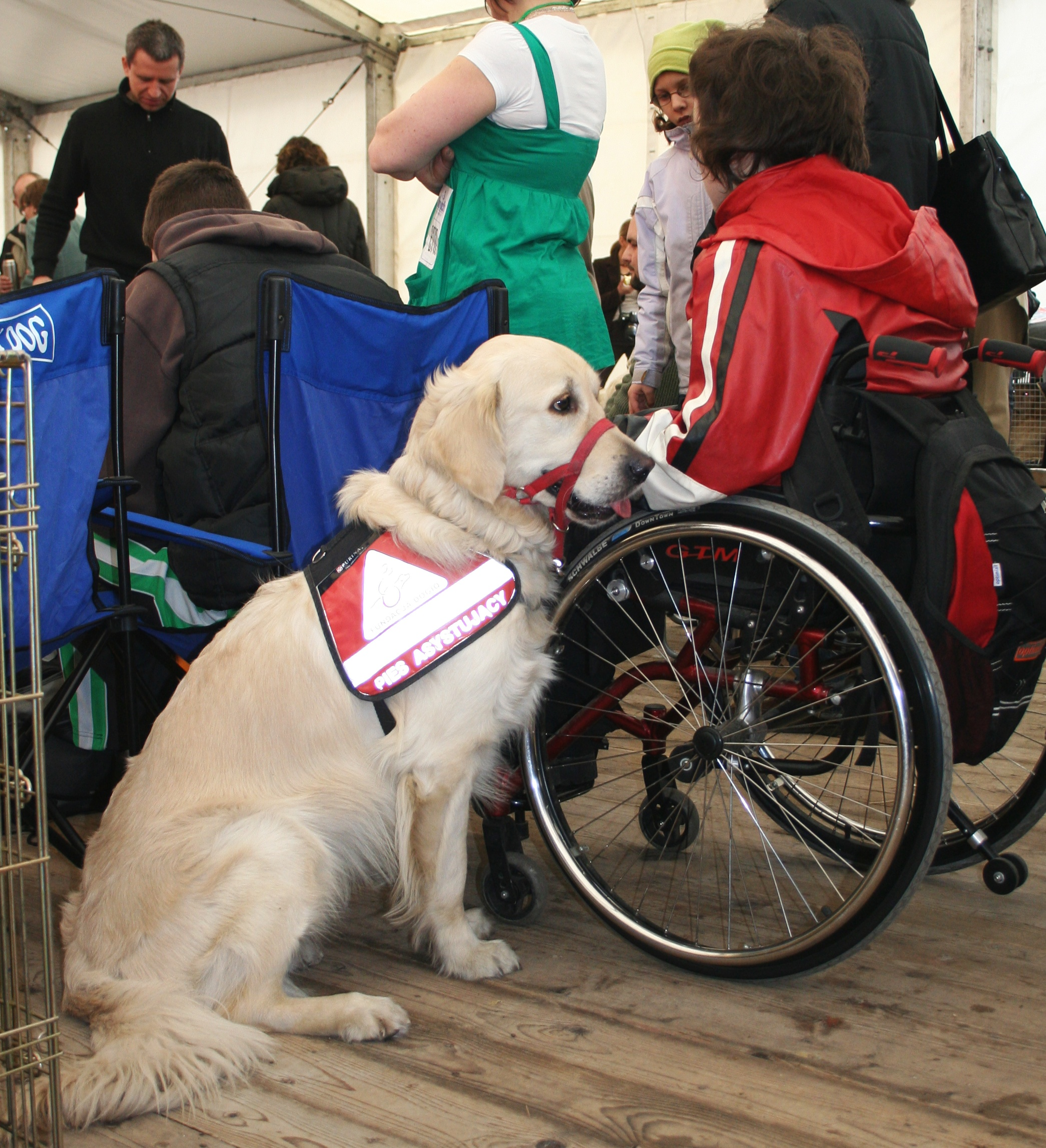
Golden Retriever, a menudo son entrenados como perro de asistencia.

El objetivo de este contacto humano-animal es el de mejorar la calidad emocional y la seguridad en pacientes que han perdido la motivación ante las situaciones de la vida, debido a la depresión o a la falta de interacción con la sociedad por estar dentro de hospitales, clínicas o bajo la supervisión de profesionales que mantienen en control la salud del individuo, esto ya sea por enfermedades crónicas o terminales, trastornos permanentes o dolores físicos y/o emocionales.
Esto también es útil y efectivo para personas con problemas de atención y aprendizaje, sobre todo en los niños. De igual manera, muchos infantes no pueden controlar la ira y el miedo hacia algunas situaciones,  es por ello que mediante juegos y actividades divertidas, recreativas y con enseñanza de valores, los pequeños aprenden a cambiar las actitudes negativas por unas ejemplares.
Comúnmente cuando una persona ve un animal suele automáticamente bajar los niveles de agresividad y realizar muestras de cariño y cobijo. El hablarle a los animales y observar la fidelidad que estos tienen hacia uno mismo, es motivador y alentador para el convaleciente. De igual forma sirve para que la comunicación entre médico y paciente se dé de mejor manera, con más confianza y menos temores, con la finalidad de que estos se  conviertan en pensamientos positivos y traigan consigo el valor de la esperanza.

## Beneficios

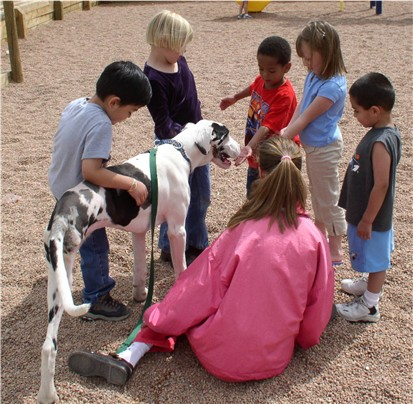
Las mascotas pueden promover la bondad en los niños.

- Empatía: la relación con el animal favorece el hecho de ponerse en la situación de los demás.
- Enfoque exterior: los animales ayudan a las personas que tienen una enfermedad mental, que tienen baja autoestima, depresión, etc., a cambiar el enfoque de su ambiente, logrando que piensen y hablen de los animales, en vez de sus problemas.
- Relaciones: pueden abrir un cauce de comunicación emocionalmente seguro entre su terapeuta y el paciente.
- Aceptación: tienen una manera particular de aceptar a las personas sin calificarlas. No miran cómo luce o qué cosas dice.
- Entretenimiento: la presencia de un animal da diversión a las personas. Ideal para geriátricos.
- Socialización: estudios han demostrado que las visitas que los animales hacen a las instituciones, ofrecen mayor socialización entre las personas del lugar. Se muestran más alegres, más sociables con los demás, disminuyen la ansiedad y estrés y mejora el estado de ánimo.
- Estímulo mental: ocurre porque se incrementa la comunicación con otras personas, ayudando a la evocación de recuerdos. En instituciones con pacientes con depresión, la presencia de un animal ayuda a aclarar la atmósfera, incrementando la distracción, alegría y el juego, que disminuyen sus sentimientos de aislamiento.
- Beneficios fisiológicos: muchas personas se sienten relajadas cuando los animales están presentes y se produce una disminución de la presión sanguínea; puede existir también un fortalecimiento de los músculos y una mejora en la recuperación de enfermedades del corazón.

## Certificación de los animales

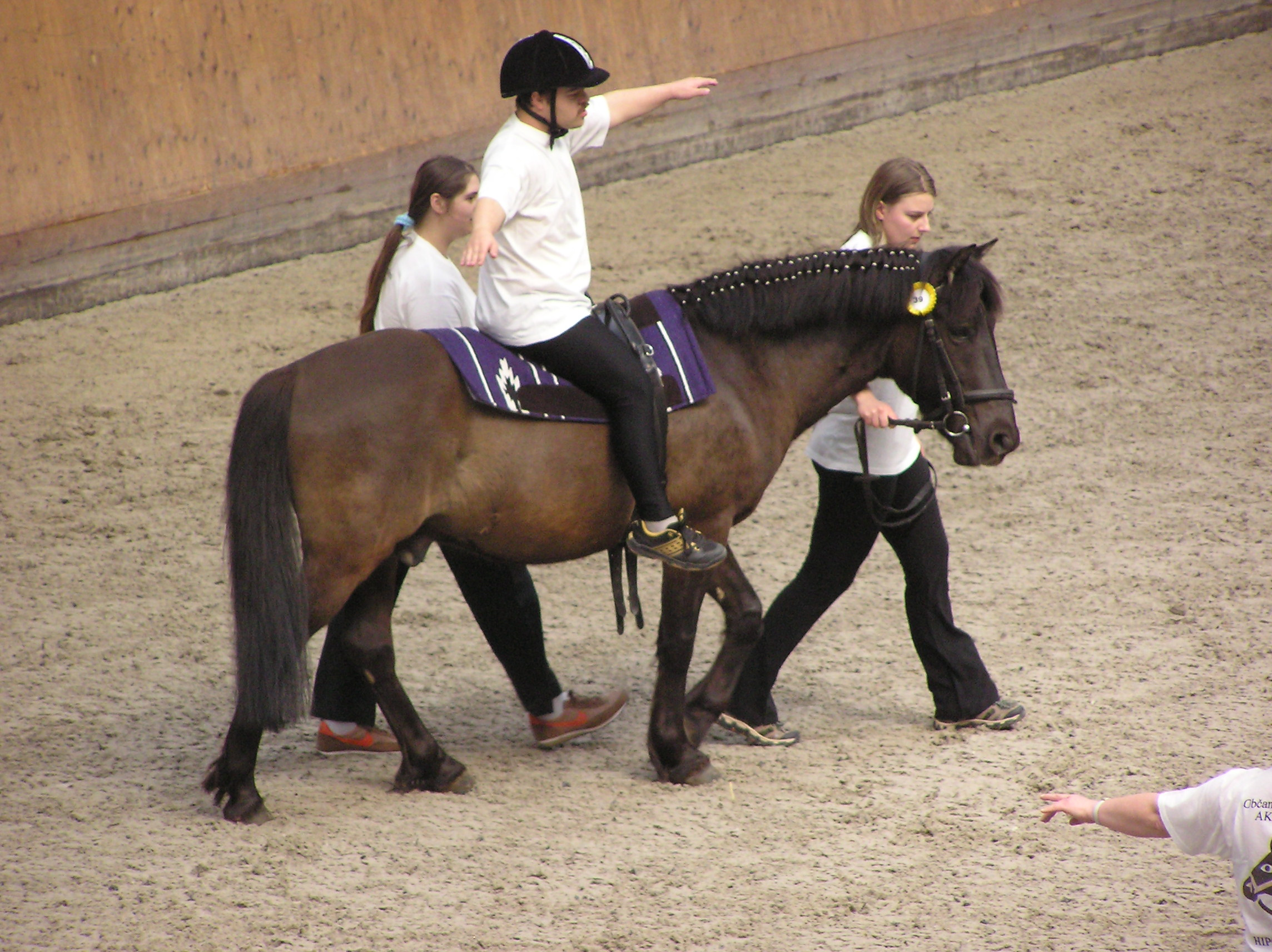
La equinoterapia se puede utilizar como tratamiento para personas con discapacidades físicas o mentales.

Existen instituciones con animales entrenados para visitar a los pacientes a hospitales, clínicas u hogares, sin embargo, una persona sana puede entrenar a su propia mascota como método preventivo, o bien, para que estos realicen voluntariados con otras personas. Para ello, es necesario cubrir una serie de etapas que le darán un certificado de aprobación a la mascota. Esto sin duda se da por medio de una selección, pues no todos los animales son aptos para adquirir estos aprendizajes. La certificación en animales para estos fines se avaló apenas en el año de 1990. 
El primer paso es el de la obediencia. Primero que nada, es indispensable que el animal aprenda a obedecer a su entrenador. Para ello, tanto el dueño como la mascota deben asistir a clases prácticas donde poco a poco se vaya adquiriendo esta habilidad. Un perro, gato, etc., debe comportarse y obedecer por medio de la voz y sonidos a pesar de todas las distracciones y tentaciones que puedan presentarse a su alrededor.
Otro punto importante es el entrenamiento para las tareas que tendrá que hacer en los voluntariados y el comportamiento que deberá tener cuando se presente ante los pacientes.
Por último, las pruebas de temperamento y salud en general son indispensables para determinar si la mascota puede comenzar con el trabajo. Es necesario realizar revisiones médicas ya que todo animal que estará en contacto con personas delicadas y cuyas defensas en su organismo son bajas, debe estar completamente sano y libre de cualquier infección o parásito.
El temperamento también debe ser evaluado periódicamente para mantener el nivel de formación, pues a pesar de haber recibido clases y entrenamientos, no deja de ser un animal guiado por el instinto.

## Diferencia entre las Actividades Asistidas con Animales (AAA), programas de visitas y las Terapias Asistidas con Animales (TAA)
Existe una diferencia entre estos tres términos que no deben confundirse. Las actividades asistidas con animales (AAA), son aquellas que se realizan entre varios participantes y uno o más animales entrenados. No se concentran en una persona en particular ni se establecen objetivos específicos de tratamiento, sino por medio de actividades divertidas se motiva a la participación colectiva, lo que genera agradables experiencias terapéuticas que benefician a nivel emocional, relacional y educativo.
Este tipo de actividades son ideales para personas con problemas de autoestima, seguridad y dependencia, pues el estímulo de la presencia animal, las muestras afectuosas y las acciones sinceras, leales y positivas que estos muestran,  crean un ambiente sin tensiones y apto para comenzar a socializar con otros compañeros del grupo. Una conversación entre dos o varias personas puede iniciarse a partir de una gracia que haga el animal o alguna experiencia relacionada al tema que se venga a la mente y se desee compartir. Esto permite cambiar por completo la actitud y visión de las personas con este tipo de problemas emocionales, al mismo tiempo que aprenden valores que enriquecerán su vida a nivel personal y social. 
Los programas de visitas por su parte, es cuando los propietarios van acompañados de sus animales para visitar a los pacientes con el objetivo de socializar y regalar un momento de tranquilidad y empatía. 
Por otro lado y a diferencia de las actividades asistidas y visitas, las terapias, como se mencionó anteriormente, están más enfocadas a individuos con problemas específicos y más que actividades divertidas, son ejercicios terapéuticos aplicados en sesiones con el propósito de relajar y mantener positivos a los pacientes más delicados, lo que repercutirá de manera exitosa en su salud. Estos reciben un seguimiento y una programación en las sesiones con el fin de obtener un resultado curativo o el mejoramiento en la calidad de vida.

## Función de los animales
El entrenamiento de los animales más las habilidades naturales que estos poseen, hacen que su presencia, más que amistosa y esperanzadora, sea útil para advertir sobre situaciones que pondrían en riesgo la salud de las personas. 
Increíblemente las especies animales contienen hasta 250 millones de receptores olfatorios que son capaces de detectar cambios importantes en los organismos del cuerpo humano sin que podamos percibirlo. Igualmente el uso de su vista y audición es muy agudo y desarrollado, por lo que también los utilizan para estudiar profundamente a la persona con tan sólo sentirla, olerla o mirarla a los ojos. 
Por medio de ladridos, agitaciones o intentos de llamar la atención, un animal puede avisar a tiempo y antes de que ocurra una tragedia,  una futura crisis en el paciente. Esto resulta muy valioso para todo el equipo médico que tiene la oportunidad de prevenir y salvar vidas humanas.  
Los infartos, ataques epilépticos, melanomas (cáncer), entre otras alteraciones, realmente pueden detectarse antes de que ocurran debido a que el cuerpo presenta cambios, sólo que no son visibles para los sentidos humanos, pero sí para las otras especies animales.
Las terapias asistidas son mayormente requeridas en hospitales, clínicas e instituciones mentales, sin embargo, en la actualidad son muy eficientes dentro de prisiones y asilos para ancianos.

## Animales dentro de las prisiones y asilos para ancianos
Hoy en día, en distintas partes del mundo, perros y otros animales pequeños son llevados a cárceles tanto de mujeres como de hombres para erradicar las acciones y sentimientos violentos que estos puedan presentar. Esto no quiere decir que si el prisionero cambia de actitud tiene la oportunidad de recuperar su libertad, pero sí puede influir de manera significativa para su tiempo de condena gracias a una conducta ejemplar. Se ha demostrado que las peleas y los suicidios dentro de las penitenciarías reducen con este tipo de visitas animales.
Por otro lado, la presencia animal dentro de las estancias y asilos para personas de la tercera edad, es muy valiosa y agradecida, pues muchas de estas personas que lamentablemente no reciben visitas de sus familiares, se ven reconfortadas por el cariño y lealtad que estos pequeños seres vivos demuestran con sinceridad. La tristeza, la depresión, la ansiedad, entre otras manifestaciones comunes dentro de estos dos lugares, pueden ser tratados y equilibrados teniendo contacto con un perro, gato, conejo u otra especie entrenada.

## Experiencias
El Dr. Boris M. Levinson (1960), en su libro "Psicoterapia Infantil Asistida Por Animales", relata las experiencias vividas junto a su perro y pacientes introvertidos que perdían todas sus inhibiciones y miedos gracias a la presencia del can en el consultorio, ya que este favorecía la comunicación entre el psiquiatra y sus pacientes (Revista San Marcos al Día N.º 46 de la Universidad Nacional, 2002).
Un ejemplo de las virtudes de una terapia con mascotas es que desde 1984 la residencia Robert-Chiene para personas ancianas en Montreal tiene una pajarera en cada piso del establecimiento, entonces las personas de la tercera edad los visitan diariamente, les hablan y se ocupan de cuidarlo, siendo que muchos beneficiarios que nunca salían de sus cuartos al cuidar a sus pájaros tienen una razón para hacerlo (Chiene, 2002).